# Indeni Football Club
O Indeni Football Club é um clube de futebol com sede em Ndola, Zâmbia.

## História
A equipe compete no Campeonato Zambiano de Futebol.